# Ash vs. Evil Dead
Ash vs. Evil Dead (conocida en Hispanoamérica como Ash contra el mal) es una serie de televisión estadounidense de comedia de terror, desarrollada por Sam Raimi, Ivan Raimi y Tom Spezialy para Starz Network. Está situada en el universo de Evil Dead.
El protagonista de la serie, Bruce Campbell, retoma su papel como el antihéroe Ash Williams. También cuenta con la participación de Jill Marie Jones, Ray Santiago, Dana Delorenzo y Lucy Lawless. La serie es producida principalmente por Campbell, Raimi, Craig DiGregorio y Rob Tapert, productor de la primera película. La serie se estrenó el 31 de octubre de 2015. Tres días antes del estreno de la serie, Starz confirmó una segunda temporada para 2016.
El 7 de octubre de 2016, la serie fue renovada para una tercera temporada que se estrenó el 25 de febrero de 2018, sin embargo fue cancelada el 20 de abril de 2018.

## Argumento
Han pasado 33 años después de que Ash Williams regresó de 1300 A. D. en Army of Darkness, pero al parecer ha hecho muy poco con su vida; aun trabaja como empleado en Value Stop y el tiempo junto con su satisfacción de vivir bajo la sombra de lo que hizo en Inglaterra en 1300 A. D. lo han convertido en un despreocupado mujeriego que visita bares para coquetear.
Ash, ahora de 50 años de edad, aun tiene su automóvil Oldsmobile Delta y vive en un remolque junto con su mascota Eli, una iguana cornuda. debe salir de su zona de confort y convertirse en héroe una vez más, cuando accidentalmente libera al Mal que amenaza con adueñarse de nuestro mundo. Ash cuenta con la ayuda de Pablo, un joven idealista, Kelly, una chica muy valiente y Amanda, una oficial de policía de Michigan,y juntos deben actuar de forma responsable para que los demonios del mal no posean las almas de las personas del mundo.

## Cronología conArmy of Darkness
Al inicio de la primera temporada, la serie actúa como una continuación directa de Evil Dead y Evil Dead 2, ignorando por completo los hechos ocurridos en Army of Darkness; esto fue debido a que la película, parte de Universal Pictures y MGM tenían los derechos tanto de distribución y cinematográficos y no Starz, por eso los acontecimientos de Army of Darkness no pudieron ser mencionados y referenciados durante la primera temporada (como la mano biónica de Ash y el nombre de la tienda S-Mart, que fue cambiado a Value Stop). Más tarde, en abril de 2015, los productores dejaron claro que querían resolver el problema de que los acontecimientos de Army of Darkness podrían usarse como referencia en la serie. Un año después, en el verano de 2016, el productor Robert Tapert indicó que el tema de los derechos había sido resuelto y que las referencias de Army of Darkness, podrían ser mencionadas durante la segunda temporada en adelante, sin ningún problema.
Ese mismo año, Taper dijo en una entrevista, acerca de la continuidad con Army of Darkness en el programa, ya que como se había dicho; que las referencias de Army of Darkness estarían presentes en la segunda temporada, pero estas fueron algo escasas debido a que solo debían usar el material que apareció al final de Evil Dead II porque Universal Studios y sobre todo MGM, quien tenía los derechos cinematográficos de Army of Darkness, impidió usar las referencias de la tercera película y había que tener mucho cuidado en usar metraje o alguna referencia demasiado directa con el Ejército de las Tinieblas.
En ese año al tratar de solucionar los problemas con los derechos de autor con MGM, estos impidieron usar totalmente como metraje o alguna mención a cerca de Army of Darkness, así que Raimi y Tapper fueron con Universal Studios quien tenía parte de los derechos de distribución y propiedad de la película permitió usarlos solo, siempre y cuando no hablaran directamente de la tercera parte: "Ahora Ash podrá presumir su experiencia en la Edad Media a sus compañeros de la tienda, en sus días de juventud comprando armas inteligentes en S-mart. 'Sí, viajé a la Edad Media e hice todas esas cosas'. Pero nuestro héroe solo lo dirá en el momento adecuado, aunque es probable que sus amigos no crean su historia, por supuesto".
Para resolver este problema legal y sobre todo con los fanes para no dejar a la tercera película fuera de la cronología de la saga de Evil Dead, Tapper dijo: "Aunque Army of Darkness 'no existe en el programa' y aunque hagamos solo un par de referencias indirectas a ella, realmente no estamos haciendo referencias de la tercera entrega. Ciertamente, Ash pasó por esa experiencia y tiene a Army of Darkness en su memoria (como Shelly, su amor medieval, Lord Arthur, Enrique el Rojo y en especial su pelea contra las calaveras), pero prefiere no decirlo porque sus amigos pensarían que esta loco y perdió la razón... Pero respecto a su primera mano biónica, seguramente la perdió en una fiesta de borrachera".

## Personajes
- Ash Williams: Ash, ahora un hombre de 50 años de edad sigue siendo el mismo hombre inmaduro e ignorante presumido que actúa como si fuese un adolescente despreocupado; pero esto se debe a que quiere olvidar todos los espeluznantes acontecimientos de Evil Dead y Army of Darkness para restablecer su vida. Pero Ash debe sacar de nuevo la Motosierra y el "Palo de Fuego" junto con sus amigos para detener al mal una vez más que fue liberado accidentalmente por él mismo.
- Pablo Simón Bolívar: Es un muchacho hondureño,el mejor amigo de Ash, quien lo ayuda en sus tareas de Value Stop cuando Ash se ausenta (específicamente para coquetear con alguien). Pablo viene de una familia de chamanes lo cual es de mucha ayuda en la búsqueda de demonios. Por así decirlo es quien mantiene unido al equipo, también está enamorado de Kelly, quien trabaja en Value Stop.
- Kelly Maxwell: Es una muchacha muy valiente, pero demasiado agresiva cuando le provocan, esto se debe a que su madre murió en su adolescencia y por eso su carácter es como un reflejo de su madre en ella. También está enamorada de Pablo, pero prefiere no decírselo. A pesar de que no tiene conocimientos de pelea o del uso de armas, cuando es la hora de luchar es demasiado salvaje y útil para combatir al mal.
- Amanda Fisher: Es una oficial de policía de Míchigan, al principio tenía deseos de atrapar a Ash por ser el responsable de desatar al mal en Míchigan, ya que un demonio fue quien asesinó a su compañero. Amanda es sensata y madura, pero actúa antes de pensar las cosas. Al final de la primera temporada se une a Ash para poder detener al mal.
- Ruby Knowby: Es la última descendiente del arqueólogo que descifró el Necronomicón Ex-Mortis, al igual que Amanda quiere atrapar a Ash para matarlo, ya que piensa que es un peligro para la humanidad al invocar dos veces al mal. Ella se alía con Amanda para buscar a Ash pero se sacrifica para matar a un poseído, creyéndose muerta. Pero vuelve más tarde, formando parte del equipo.
- Brock Williams: Es el padre de Ash, quien lo odia porque cree que su hijo es un psicópata, y que mató a su hermana Cheryl y sus amigos. Ash afirma que exactamente después de su regreso al presente, intentó volver a casa pero su padre lo rechazó porque nunca creyó la historia de la cabaña y de su viaje en el tiempo, entonces divulgó con todo el pueblo Elk Groove, de que Ash usaba como excusa el Necronomicón para ocultar sus crímenes. Al igual que Ash, es un mujeriego alcohólico que se aprovecha de la situación, al final es atacado por un Muertoide pero es salvado por Ash y ambos se reconcilian.
- Baal: Exesposo de Ruby, es un demonio encarnado en humano que desea matar a Ash, con el objetivo de que toda la humanidad se incline ante el Mal. Baal es astuto, muy inteligente pero sobre todo un tramposo, que tiene poderes inimaginables y hace lo que sea para lograr sus objetivos. Es el enemigo principal de la 2.ª Temporada.
- Caballeros Medievales de Sumeria: Es un grupo secreto británico conformado por valientes guerreros que se dedica a proteger la Tierra de los Muertoides y de los Obscuros, al parecer ellos son descendientes de los caballeros que lucharon junto a Ash en Army of Darkness[13] y son testigos de la profecía del Elegido. Los miembros destacados de este grupo para buscar a Ash Williams son Dalton, Zoe, Marcus, Lexx, Gary y Peter.
- Brandy Barr/Williams: Es la hija biológica de Ash de 20 años, hija de Candace Barr, una exnovia de la adolescencia de Ash. Ella conoce la historia alterna que contó Brock al difamar sobre su hijo y piensa que es un psicópata e intenta alejarse de Ash por miedo pero sobre todo por su actitud tan inmadura e infantil, aunque más tarde se convence de que es un héroe después de enterarse de los maquiavélicos planes de Ruby.

## Reparto
- Bruce Campbell como Ash Williams: En una entrevista con Entertainment Weekly Campbell declaró que: "Ash tiene la culpa de ser un sobreviviente con trastorno de estrés postraumático. Él es un veterano de guerra, sigue siendo un bote de basura, un sabelotodo parlanchín que, en realidad, no sabe nada...[14] Ash es un antihéroe. Es una especie de idiota". Variety cita al productor ejecutivo Sam Raimi diciendo "Evil Dead siempre ha sido una explosión. Bruce, Rob y yo estamos encantados de tener la oportunidad de continuar con el siguiente capítulo para los adeptos de Ash en esta saga heroica. Con su brazo/motosierra, Ash vuelve a patear algunos traseros monstruosos."
- Jill Marie Jones como Amanda Fisher, una oficial de policía de Míchigan.[15]

- Ray Santiago como Pablo Simón Bolívar:[16] Un inmigrante idealista que se convierte en un fiel compañero de Ash.

- Dana Delorenzo como Kelly Maxwell:[17] Una chica salvaje y de mal humor que intenta dejar atrás su pasado.

- Lucy Lawless como Ruby Knowby, es la autora del Necronomicón Ex-Mortis que persigue a Ash para quitarle su libro y matarlo (en la 2.ª temporada, se convierte en aliada).[18][19]

## Episodios
| Temporada | Temporada | Episodios | Episodios | Emisión original      | Emisión original       |
| Temporada | Temporada | Episodios | Episodios | Primera emisión       | Última emisión         |
| --------- | --------- | --------- | --------- | --------------------- | ---------------------- |
|           | 1         | 10        | 10        | 31 de octubre de 2015 | 3 de enero de 2016     |
|           | 2         | 10        | 10        | 2 de octubre de 2016  | 4 de diciembre de 2016 |
|           | 3         | 10        | 10        | 25 de febrero de 2018 | 29 de abril de 2018    |

## Producción
Durante la edición de 2014 de la Comic-Con de San Diego, el director Sam Raimi manifestó que estaba desarrollando una serie de televisión sobre Evil Dead. Esta fue escrita por Raimi, su hermano Ivan Raimi, y desde hace mucho tiempo con el colaborador de cine y amigo, Bruce Campbell con el plan de que Campbell debía protagonizar la serie. Esto fue confirmado por Campbell en la Comic-Con de Ohio 2014. En 2015, Campbell dijo que interpretaría a un ya viejo Ash Williams como el personaje principal de Ash vs. Evil Dead, una serie de comedia y terror en la señal de televisión Starz. Esta serie continuaría con la historia de Ash mucho después de la trilogía de la película. Raimi dirigió el primer episodio de la serie y el show será escrito por Sam Raimi, Ivan Raimi y Tom Spezialy. El productor de las películas de Evil Dead;  Rob Tapert volvió a coproducir junto con Raimi y Campbell. En lo que va para la primera temporada de Ash vs. Evil Dead, constará de 10 episodios (de 30 minutos cada uno) que se han ordenado por Starz. El 11 de febrero de 2015, Ray Santiago y Dana Delorenzo fueron anunciados en los papeles de Pablo Simón Bolívar y Kelly Maxwell.
Los detalles de la serie: "Campbell retoma su papel de Ash, un seductor y envejecido cazador de monstruos, con mano de motosierra, que ha pasado los últimos 30 años evitando la responsabilidad, la madurez y los terrores de los eventos presentados en Evil Dead. Cuando una plaga demoníaca amenaza con destruir a toda la humanidad, Ash finalmente se ve obligado a enfrentarse a sus demonios." La serie se empezó a filmar en la primavera de 2015, en Nueva Zelanda. El episodio piloto de la serie fue escrito por Ivan Raimi, Craig DiGregorio y Tom Spezialy. Dirigió Sam Raimi. En febrero de 2015, Starz confirmó que Jill Marie Jones tendrá el papel principal de la policía Amanda Fisher, de Michigan. En marzo de 2015, Lucy Lawless sería coestrella, interpretando el papel de Rubí, una figura misteriosa que está en una misión para detener el brote del mal y cree que Ash es la causa de ello. En abril de 2015, Starz dio a conocer un nuevo teaser gráfico de publicidad para el programa de televisión, junto con un nuevo cartel de la serie. 
El 2 de octubre de 2016, la segunda temporada fue estrenada por la cadena Starz, la cual contara con 10 episodios de 30 minutos c/u, sumando al elenco a Lee Majors como Brock Williams, el padre de Ash; Ted Raimi como el mejor amigo del protagonista, Chet Kaminski; Michelle Hurd como Linda B., viejo amor de la secundaria de Ash, ahora casada con el sheriff local, quien solía acosar al héroe, desempeñado por el actor Stephen Lovatt.
A pesar de que en el mes de octubre del año 2016, la serie fue renovada para una tercera temporada, aun no hay fecha de estreno, y probablemente sea a inicios del año 2018 debido a que los dos principales guionistas de la serie: Craig DiGregorio había abandonado la serie ya que tenía que continuar con los guiones de las series en las que trabaja (Reaper y Workaholics) dejando a Mark Verheiden como productor ejecutivo, dejando a muchos preocupados por el futuro de la serie.
La tercera temporada ya está lista pero aun no hay fecha de estreno, Bruce Campbell (Ash Williams) dijo en una entrevista que "Cuando escuches la fecha, díganme cuándo es, porque Starz ha dicho un par de cosas diferentes, sobre posiblemente cambiar la fecha de estreno para tratar de obtener una ranura más limpia dentro del año. Así que no lo sabemos, o bien será en este año o el primer trimestre de 2018... es mi suposición." también Bruce Campell, dijo que la tercera temporada, conducirá a la serie "en un momento de ebullición inesperado que construirán un clímax muy intenso". Al igual que Ray Santiago (Pablo), advirtió un final inesperado de la temporada: "Estamos sacando todo lo que te puedas imaginar, será el final más grande de esta temporada, van a reír y llorar. Ya lo verán ¡Esperenlo".
La serie estaba destinada a tener 5 temporadas, confirmado por Bruce Campbell y aunque alcanzó un éxito más de lo esperado, a lo largo de la serie, desde la primera temporada, superó el índice de audiencia de algunas series de la competencia como The Walking Dead en más de 700 mil de televidentes en Estados Unidos y en el primer episodio de la tercera temporada obtuvo 225 mil de espectadores, superando a los Premios Oscar, pero el equipo de Raimi decidió terminar la serie, debido a que no se renovó para una cuarta temporada, porque el dinero recaudado en 2016 para la tercera temporada no alcanzó, esto fue a que la serie fue tanto su éxito que fue atacada duramente por la piratería, después de la primera temporada y durante la 2.ª temporada y afecto la compra de DVD y rating en plataforma digital, Bruce Campbell, habló sobre esto y desde la 2.ª temporada la serie ha bajado de audiencias. Por lo tanto, Sam Raimi hablo de lo que hubiese tratado la cuarta temporada: "Una especie de MadMax y Fallout con Robots" que sería realmente un gran guiño del perdido proyecto de Sam Raimi, Army of Darkness 2, basado en el final original de Army of Darkness (Director's Cut). En la que Ash Williams despierta en un futuro posapocalíptico y busca como llegar al presente, otra vez. Mientras que Bruce Campbell, dio un mensaje emotivo para los fanes de la franquicia en un emotivo post de internet, agradeciendo a Starz y a la producción, a la vez declarando que el último episodio de la tercera temporada se despida para siempre del personaje Ash Williams,

## Música
Joseph LoDuca, colaborador frecuente de Sam Raimi que compuso las partituras de las películas de Evil Dead, aporta la música original de Ash vs. Evil Dead. La serie también aprovecha extractos de varias canciones populares de los años 70 y 80, particularmente con artistas (por ejemplo, Alice Cooper, Ted Nugent y Frijid Pink) de la gran área de Detroit donde se basa la acción de la Temporada 1 (y donde Raimi, Campbell y Tapert crecieron). En una entrevista, Sam Raimi afirma que la música seleccionada para la serie se basa en la falta de crecimiento que el personaje Ash ha progresado en los últimos 30-35 años, y que "la música debería reflejar la última vez que estuvo involucrado en la sociedad, y viviendo".
El 11 de noviembre de 2015 se anunció que la música de Joseph LoDuca titulada Ash vs. Evil Dead: Music from the STARZ Original Series sería lanzada por Varèse Sarabande digitalmente el 11 de diciembre de 2015 y vía CD de audio el 18 de diciembre de 2015. Las siguientes son las canciones que están en ese álbum:
| Track listing |                                                 |          |  |
| N.º           | Título                                          | Duración |  |
| 1.            | «Sheet Show / Main Title»                       | 4:25     |  |
| 2.            | «Ain't for Shabbas»                             | 3:22     |  |
| 3.            | «Linda / Where It Began»                        | 2:20     |  |
| 4.            | «Ash's Trip»                                    | 2:49     |  |
| 5.            | «It Did Happen / Outta Here»                    | 2:50     |  |
| 6.            | «A Foul Wind Bloweth / Mom Returns»             | 2:47     |  |
| 7.            | «Deer Amanda / Shut Up Linda»                   | 3:50     |  |
| 8.            | «The Handyman Can't»                            | 0:46     |  |
| 9.            | «Adiós, Tío Brujo»                              | 2:28     |  |
| 10.           | «Soave Pablo / She Got Him»                     | 2:34     |  |
| 11.           | «Offer to Fisher / Handy Escape / She Was Ruby» | 2:18     |  |
| 12.           | «Let’s Start Over / Pablo's Process»            | 2:06     |  |
| 13.           | «Kill Me Now / Perp's Getting Away»             | 2:07     |  |
| 14.           | «No Accident»                                   | 1:59     |  |
| 15.           | «Evil Catches Up»                               | 1:11     |  |
| 16.           | «Missed Ya'»                                    | 1:38     |  |
| 17.           | «Amanda Returns»                                | 2:38     |  |
| 18.           | «Ritual»                                        | 2:17     |  |
| 19.           | «Not My Boyfriend / Burn the Cabin»             | 1:22     |  |
| 20.           | «Burn Baby / Mortal Toys»                       | 3:52     |  |
| 21.           | «Without Evil There Is No Good»                 | 2:37     |  |
| 22.           | «Ash's Theme»                                   | 1:35     |  |

| Título                                    | Interpreté                | Momento                    | Episodio                   | Ref.   |
| ----------------------------------------- | ------------------------- | -------------------------- | -------------------------- | ------ |
| "Space Truckin' (remix de 1997)"          | Deep Purple               | Opening of episode         | 1. "El Jefe"               | [ 30 ] |
| "End Of The Line"                         | Frijid Pink               | Flashback scene            | 1. "El Jefe"               | [ 33 ] |
| "Journey to the Center of the Mind"       | Amboy Dukes               | Chainsaw scene and credits | 1. "El Jefe"               | [ 34 ] |
| "Highway Star (1997 Remix)"               | Deep Purple               | Car fight                  | 2. "Bait"                  | [ 35 ] |
| "Knife-Edge"                              | Emerson, Lake & Palmer    | Créditos                   | 2. "Bait"                  | [ 36 ] |
| "Loose"                                   | The Stooges               | Créditos                   | 3. "Books from Beyond"     | [ 37 ] |
| "Midnight Rider"                          | The Allman Brothers Band  | Car ride scene             | 4. "Brujo"                 | [ 38 ] |
| "Here I Go Again"                         | Whitesnake                | Drug trip                  | 4. "Brujo"                 | [ 38 ] |
| "Free Your Mind and Your Ass Will Follow" | Funkadelic                | Créditos                   | 4. "Brujo"                 | [ 38 ] |
| "Down by the Water"                       | PJ Harvey                 | Car scene                  | 5. "The Host"              | [ 39 ] |
| "Is It My Body"                           | Alice Cooper              | Bong scene                 | 5. "The Host"              | [ 40 ] |
| "Stranglehold"                            | Ted Nugent                | Créditos                   | 5. "The Host"              | [ 39 ] |
| "Be My Lover"                             | Alice Cooper              | Washroom fight             | 6. "The Killer of Killers" | [ 41 ] |
| "All My Ex's Live in Texas"               | Whitey Shafer             | Ash eating at diner        | 6. "The Killer of Killers" | [ 42 ] |
| "Freakin' Out"                            | Death                     | Diner fight                | 6. "The Killer of Killers" | [ 41 ] |
| "Renegade"                                | Styx                      | Créditos                   | 6. "The Killer of Killers" | [ 41 ] |
| "Time Has Come Today"                     | Bootsy Collins            | Créditos                   | 7. "Fire in the Hole"      | [ 43 ] |
| "The Two of Us Together"                  | Don Gibson y Sue Thompson | Créditos                   | 8. "Ashes to Ashes"        | [ 44 ] |
| "Just the Two of Us"                      | Bill Withers              | Chainsaw the clone scene   | 9. "Bound in Flesh"        | [ 45 ] |
| "I Could Write a Book"                    | Dinah Washington          | Créditos                   | 9. "Bound in Flesh"        | [ 45 ] |
| "End Of The Line"                         | Frijid Pink               | Trailer scene              | 10. "The Dark One"         | [ 46 ] |
| "No More Mr. Nice Guy"                    | Alice Cooper              | Car ride scene             | 10. "The Dark One"         | [ 46 ] |
| "Back in Black"                           | AC/DC                     | Créditos                   | 10. "The Dark One"         | [ 46 ] |

## Recepción

### Críticas
La primera temporada de Ash vs. Evil Dead ha recibido aclamación de la crítica. En Rotten Tomatoes le dio a la temporada 98% de calificación basada en 47 reseñas, con una calificación promedio de 8/10, y dice: "Fiel a las películas que lo generaron, Ash vs. Evil Dead es una resurrección sangrienta, hilarante y audaz de la amada franquicia de horror de Sam Rami." En Metacritic dio a la temporada una calificación de 75 sobre 100, basada en 25 críticos, lo que indica "generalmente revisiones favorables."
La segunda temporada ha recibido la aclamación de la crítica. En Rotten Tomatoes, la temporada tiene un puntaje de 100%, basado en 14 reseñas, con una puntuación de 8/10, diciendo, "La 2da temporada de Ash vs. Evil Dead demuestra el espectáculo está en el mando de sus personajes y el tono, convirtiendo el gore, la diversión y la energía para entregar aún más espeluznante, lleno de acción, emociones y risas." En Metacritic, la temporada tiene una calificación de 82 sobre 100, basada en 5 revisiones, lo que indica "aclamación universal."

### Nominacioness
| Año  | Asociación                         | Categoría                                    | Nominado(s)                          | Resultado |
| ---- | ---------------------------------- | -------------------------------------------- | ------------------------------------ | --------- |
| 2016 | Fangoria Chainsaw Awards           | Best Television Series                       | Ash vs. Evil Dead                    | Ganador   |
| 2016 | Fangoria Chainsaw Awards           | Best Actor on Television                     | Bruce Campbell                       | Ganador   |
| 2016 | Fangoria Chainsaw Awards           | Best Supporting Actress on Television        | Dana DeLorenzo                       | Nom       |
| 2016 | Saturn Awards                      | Best Horror Television Series                | Ash vs. Evil Dead                    | Nom       |
| 2016 | Saturn Awards                      | Best Actor on Television                     | Bruce Campbell                       | Ganador   |
| 2016 | Rondo Hatton Classic Horror Awards | Best TV Presentation                         | Ash vs. Evil Dead (Episode: "Brujo") | Ganador   |
| 2017 | Fangoria Chainsaw Awards           | Best TV Series                               | Ash vs. Evil Dead                    | Pendiente |
| 2017 | Fangoria Chainsaw Awards           | Best TV Actor                                | Bruce Campbell                       | Pendiente |
| 2017 | Fangoria Chainsaw Awards           | Best TV Supporting Actor                     | Ray Santiago                         | Pendiente |
| 2017 | Fangoria Chainsaw Awards           | Best TV Supporting Actress                   | Dana DeLorenzo                       | Pendiente |
| 2017 | Fangoria Chainsaw Awards           | Best TV SFX                                  | Roger Murray                         | Pendiente |
| 2017 | Saturn Awards                      | Best Horror Television Series                | Ash vs. Evil Dead                    | Nom       |
| 2017 | Saturn Awards                      | Best Actor on a Television Series            | Bruce Campbell                       | Nom       |
| 2017 | Saturn Awards                      | Best Supporting Actor on a Television Series | Lee Majors                           | Nom       |